# أغوستين كولا
أغوستين كولا (مواليد 10 مايو 1959)، هو مدرب كرة قدم ألباني محترف ولاعب سابق.
لعب معظم مسيرته المهنية في نادي نينتوري تيرانا 17 حيث أثبت نفسه كواحد من أعظم المهاجمين في جيله، وفاز بالعديد من الجوائز الفردية والجماعية. وفي نهاية مسيرته الكروية، انتقل كولا لأول مرة إلى الخارج بعد سقوط الشيوعية، وذلك بالتوقيع مع نادي إيجاليو اليوناني إلى جانب مواطنه أدريان باربولوشي. ولعب هناك لموسم واحد فقط قبل أن يعود مرة أخرى إلى نادي كيه إف تيرانا ليلعب حتى اعتزاله.

## المسيرة الكروية
بعد أن أمضى بعضًا من سنوات مراهقته في سيرك تيرانا، كلاعب أكروبات، وتفوقه أيضًا في السباحة، شوهد كولا وهو يلعب كرة القدم من قبل معلم المدرسة المتوسطة آنذاك أوريل فيريا، الذي أحاله إلى أول مدرب لكولا في شباب نادي كيه إف تيرانا، إنفر رادا. وكان كولا يبلغ من العمر 13 عامًا آنذاك. في سن الرابعة عشرة، تفوق في فريق سبارتاكياد للشباب، ونظراً لإتقانه للحركات البهلوانية، كان دوره هو حارس المرمى. ومع ذلك، بعد أن كان فريقه خاسرًا بنتيجة 0–1، طلب من أحد المدافعين أن يذهب ليصبح حارس المرمى وذهب بنفسه للهجوم. ولم يكن لدى المدرب رادا الوقت الكافي لاستدعاء لاعبه غير المنضبط لأن كولا سجل هدف التعادل، وبعد ذلك بوقت قصير ساعد أحد زملائه في الفريق على تسجيل هدف الفوز. منذ تلك المباراة، لم يعد كولا يلعب كحارس مرمى، بل أصبح مهاجمًا.
دون استشارة أو إخبار أي شخص، وفي سن الرابعة عشرة، تقدم بطلب واجتاز مباراة تدريبية في مدرسة إتقان الرياضة لورو بوريتشي، وهي مدرسة ثانوية متخصصة في إنتاج لاعبي كرة القدم الشباب.
سيتذكر مشجعو نادي كيه إف تيرانا كولا باعتباره أحد أعظم لاعبيه بسبب روح التضحية التي أظهرها في المباراة. لعب كولا عدة مرات مع فريقه رغم إصابته، وتمكن من قلب مصير المباراة إلى فوز لتيرانا. لقد كان جزءًا من الجيل الذهبي لـ Nëntori Tirana إلى جانب لاعبين مثل أربين مينجا وميريل جوزا وسليمان ميما وشكلقيم موشا وبيدري أوموري. كانت شراكته في المقدمة مع مينجا سبباً في جعل القوة الهجومية لفريق كيه إف تيرانا واحدة من أكثر الفرق التي لا تنسى في كرة القدم الألبانية. فاز كولا بـ 8 مواسم من الدوري الألباني الممتاز و8 كؤوس ألبانية أثناء وجوده في كيه إف تيرانا.
وفي اليونان، لعب أيضًا لصالح نادي كاليثيا ونادي جيانينا.

## المسيرة الدولية
شارك لأول مرة مع ألبانيا في مباراة تصفيات كأس العالم لكرة القدم في ديسمبر 1980 على أرضه ضد النمسا وشارك في 22 مباراة دولية وسجل هدفًا واحدًا. كانت آخر مباراة دولية له في سبتمبر 1994 في تصفيات بطولة أوروبا ضد ويلز.

## المسيرة التدريبية
بدأت مسيرة كولا الإدارية في موسم 2008–09 مع نادي تيرانا، حيث تولى المسؤولية في 12 ديسمبر 2008 وقاد الفريق حتى 7 مايو، واستقال قبل مباراتين فقط من نهاية الموسم بعد خسارة نهائي كأس ألبانيا 2009 أمام نادي فلامورتاري فلوري. ومع ذلك، فاز الفريق ببطولته الرابعة والعشرين، حيث أصبح كولا عاملًا كبيرًا بحضوره كمدرب خلال ذلك الموسم.

## الاعتزال

### الأنشطة الخيرية
في 7 مايو 2015، شارك كولا في مباراة خيرية أقيمت في ملعب إلباسان أرينا كجزء من مباراة أساطير ألبانيا ضد أساطير ألمانيا. لعب في المباراة وسجل ركلة جزاء على طريقة بانينكا في المباراة الأولى حيث خسرت ألبانيا 4–3، وهي نسخة طبق الأصل من مباراة عام 1997.

## الإحصائيات

### أهداف في البطولة الألبانية
| الموسم  | الفريق        | الأهداف |
| ------- | ------------- | ------- |
| 1977–78 | شكنديجا       | 2       |
| 1978–79 | إس كيه تيرانا | 7       |
| 1979–80 | شكنديجا       | 5       |
| 1980–81 | إس كيه تيرانا | 6       |
| 1981–82 | إس كيه تيرانا | 10      |
| 1982–83 | إس كيه تيرانا | 7       |
| 1983–84 | إس كيه تيرانا | 4       |
| 1984–85 | إس كيه تيرانا | 10      |
| 1985–86 | إس كيه تيرانا | 13      |
| 1986–87 | إس كيه تيرانا | 13      |
| 1987–88 | إس كيه تيرانا | 18      |
| 1988–89 | إس كيه تيرانا | 19      |
| 1989–90 | إس كيه تيرانا | 9       |
| 1990–91 | إس كيه تيرانا | 4       |
| 1991–92 | إيغاليو       |         |
| 1992–93 | إيغاليو (?)   |         |
| 1993–94 | إيغاليو (?)   |         |
| 1994–95 | إس كيه تيرانا | 11      |
| 1996–97 | إس كيه تيرانا | 2       |
| المجموع | المجموع       | 140     |

### المنتخب
المصدر:
| المنتخب الوطني | العام   | الظهور | الزهداف |
| -------------- | ------- | ------ | ------- |
| ألبانيا        | 1980    | 1      | 0       |
| ألبانيا        | 1981    | 2      | 0       |
| ألبانيا        | 1982    | 3      | 0       |
| ألبانيا        | 1983    | 1      | 0       |
| ألبانيا        | 1984    | 3      | 1       |
| ألبانيا        | 1985    | 4      | 0       |
| ألبانيا        | 1986    | 2      | 0       |
| ألبانيا        | 1988    | 2      | 0       |
| ألبانيا        | 1991    | 2      | 0       |
| ألبانيا        | 1992    | 1      | 0       |
| ألبانيا        | 1994    | 1      | 0       |
| المجموع        | المجموع | 22     | 1       |

## وصلات خارجية
- أغوستين كولا على موقع الاتحاد الأوربي (الإنجليزية)
- أغوستين كولا على موقع قاعدة بيانات كرة القدم.إي يو (الإنجليزية)
- أغوستين كولا على موقع ناشيونال فوتبول تيمز (الإنجليزية)
- أغوستين كولا على موقع عالم كرة القدم.نت (الإنجليزية)
- أغوستين كولا على فرق كرة القدم الوطنية.كوم
- موقع مشجعي نادي إس كيه تيرانا